# Nokia 2110
Nokia 2110 é um modelo de telemóvel produzido pela marca finlandesa Nokia, primeiramente anunciado em 1994. Foi o primeiro dispositivo com o toque padrão Nokia tune.